# Vétkes kertváros
A Vétkes kertváros (Nice is Different Than Good) a Született feleségek (Desperate Housewives) című amerikai filmsorozat száztizenkettedik epizódja. Az Amerikai Egyesült Államokban először az ABC (American Broadcasting Company) adó vetítette 2009. szeptember 27-én.

## Az epizód cselekménye
A kertvárosban bűnt találni nem nehéz, csak a zárt ajtók mögé kell benézni. Máris megláthatjuk, amint szomszédunk adót csal, túl sok vodkát iszik, és elcseni az apja magazinjait. Bizony, a kertváros tele van bűnösökkel! Akik közül néhányan olykor, megbánják vétküket... Mike esküvője végre megrendezésre kerül, amikor is egy nőt a Lila Akác közben - ismét - boldogság önt el, míg egy másik számára egy világ hullik darabokra. Mindeközben Lynette próbálna megbirkózni újdonsült terhességével, de váratlan és félelmetes érzések ébrednek benne a meg nem született gyermekeivel kapcsolatban. Bree kínos és veszélyes viszonyba kezd Karllal, Gabrielle-nek pedig gondja akad a lázadó tinédzser unokahúgával. Ez alatt ráadásul egy új feleség, Angie Bolen, és vele együtt egy sötét múltú család költözik az utcába...

## Mellékszereplők
- Richard Burgi - Karl Mayer
- Kevin Rahm - Lee McDermott
- James McDonnell - Dr. Crane
- Jennifer Radelet - Peggy
- Steve Tyler - Pap
- Winston Story - Johnny
- Jack Impelizzeri - Költöző ember

## Mary Alice epizódzáró monológja
- A narrátor, Mary Alice monológja az epizód végén így hangzik (a magyar változat alapján):

"A kertvárosban nem nehéz bűnt találni. Csak a zárt ajtók mögé kell benézni és megláthatjuk, amint a szomszéd asszonyaink megcsalják a férjüket. Neheztelnek a gyermekeikre. Áskálódnak a barátaik ellen. De bármennyire is szeretjük kitárgyalni embertársaink bűnös cselekedeteit, hajlamosak vagyunk elfelejteni, hogy nagy különbség van vétek és a gonoszság közt. Milyen szomorú, hogy mindig akad valaki, aki készségesen jön és emlékeztet rá. "

## Érdekességek
- Ez a hatodik évad nyitó epizódja, melyben Angie (Drea de Matteo), Nick (Jeffrey Nordling) és Danny Bolen (Beau Mirchoff) először jelenik meg, mint a legújabb titkokat rejtegető család. Julie Mayer karaktere először jelenik meg az ötödik évad Ég a város című epizódja óta.

## Epizódcímek más nyelveken
- Angol: Nice is Different Than Good (Más kedvesnek és más jónak lenni)
- Olasz: Dietro le porte (Az ajtók mögött)
- Német: Sünde (Bűn)